# Motorvägar i Kroatien

Karta över motorvägsnätet.

Kroatien hade i september 2013 ett motorvägsnät som omfattar 1 250,7 kilometer. Motorvägarna är avgiftsbelagda och drivs (2013) av fyra olika bolag. Biljetter köps i speciella tullstationer som i regel finns vid på- och avfarter. Motorvägarna är till största del uppförda efter 1995 och motorvägsstandarden är mycket god. Motorvägsnätet byggs fortfarande ut.

## Historia

### 1970–1990-talet
Den första motorvägen i Kroatien E70 (dåvarande E94) uppfördes under 1970-talet då landet ingick i den sydslaviska federationen Jugoslavien. Politiskt fick uppförandet av motorvägen ett stort symboliskt värde då den kom att sammanlänka den forna statens viktigaste städer; Ljubljana, Zagreb och huvudstaden Belgrad. Projektet leddes av Tito och motorvägen var tänkt att förena slovener, kroater och serber och kallades av denna anledning för Autocesta bratstva i jedinstva (Broderskapets och enighetens motorväg).
Utöver E70 (dåvarande E94) och några mindre sträckor byggdes det inga nya motorvägar under nästkommande årtionden.

### 1990-2010-talet
1991 valde Kroatien att lämna Jugoslavien och landet blev självständigt. Kroatiens självständighetsivrande ogillades av regimen i Belgrad och i början av 1990-talet drogs landet in i ett krig, kroatiska självständighetskriget. Under kriget skadades stora delar av E70 och sträckan mellan Vinkovci och kroatisk-serbiska gränsen förstördes. Motorvägen stängdes för trafik.
Sedan kroatiska regeringsstyrkor 1995 återtagit tidigare serbhållna områden och fred uppnåtts i hela landet påbörjades investeringar för att förbättra infrastrukturen. Planer på ett stort motorvägsnät som skulle nå ut till hela landet drogs upp. Utbyggnaden av motorvägsnätet finansierades genom OPS (offentlig-privat samverkan). E70 var till en början farbar i ena körfältet och först efter två år var den helt reparerad och farbar i båda körfälten.

## Utbyggnadsetapper och status
År 2005 slutfördes motorvägen A1 (inofficiellt kallad "Dalmatina") mellan huvudstaden Zagreb och landets näst största stad Split vid Adriatiska havet. Vid invigningen uppgav den dåvarande regeringen att en trettioårig dröm gått i uppfyllelse och att fortsatta investeringar var att vänta. En motorväg mellan Split via Dubrovnik till gränsen med Montenegro är under uppbyggnad.
Just nu byggs det en motorväg mellan Ploče och Dubrovnik (A1/E65). År 2007 öppnades sträckan mellan Split-Šestanovac och den 22 december 2008 öppnades sträckan Šestanovac-Ravče som ligger strax norr om Ploče. Därmed återstår 97 kilometer till Dubrovnik som är regeringens slutmål för motovägen. Under våren 2009 påbörjas utbyggnaden av motorvägen från Dubrovnik och norrut. Den nuvarande kustvägen är en smal, tungt trafikerad och farlig landsväg som används av många turister varje år. Motorvägens fortsatta sträckning ner till Dubrovnik har skapat en dispyt mellan Kroatien och Bosnien-Hercegovina. Kroatiens primära mål var att motorvägen skulle fortsätta rakt söderut och därmed passera bosniskt territorium. Den bosniska regeringen visade dock svagt intresse för denna sträckning varpå den kroatiska regeringen presenterade en ny plan som omfattade en motorväg till Dubrovnik via en bro till halvön Pelješac. Motorvägen skulle därmed uteslutande passera kroatiskt territorium och helt förbise Bosnien. Den bosniska regeringen motsatte sig även denna plan med motiveringen att en bro skulle förhindra större fartyg att ta sig till staden Neum som är Bosniens enda hamnstad. Kroatien har påbörjat byggnationen av bron och har efter önskemål från den bosniska regeringen ändrat höjden så att, enligt egen utsago, även de modernaste fartyg ska kunna passera obehindrat. Den blir 55 meter vilket passar de flesta men inte alla stora fartyg.
Det byggs även en motorväg (kallad Slavonika, A5, E73) som kommer att korsa östligaste Kroatien (landskapet Slavonien) och förbinda Ungern och Bosnien-Hercegovina via Kroatien. I oktober 2007 öppnades sträckan Sredanci - Đakovo och i april 2009 öppnades sträckan mellan Đakovo och Osijek som är Kroatiens fjärde största stad sett till folkmängden. Hela motorvägen, från den ungerska till den bosniska gränsen, är under byggnad.
En ny motorväg byggs också mellan Zagreb och Sisak (A11) håller på att utbyggas.
Sedan tidigare finns en motorväg från den slovenska gränsen vid Rupa till Rijeka. Under planering är uppbyggnaden av en motorväg som är tänkt att gå från Rijeka till Žuta Lokva där den är tänkt att ansluta till motorvägen Zagreb-Split. Det är i dagsläget osäkert när denna motorväg kommer att stå klar.
Under år 2008 påbörjas arbetet med att bredda motorvägen som förbinder Rijeka, Pula, Umag och den slovenska gränsen. Denna motorväg, som i Kroatien har beteckningen A8 och A9, kallas även för Istarski ipsilon (Istriska Y:et) då den löper över den istriska halvön och har formen av bokstaven "Y".

## Motorvägssträckor i Kroatien
| Nummer      | Sträckning | Total längd (km) | I bruk (km) | Under uppbyggnad (km) |
| ----------- | --- | ---------------- | ----------- | --------------------- |
|             | Zagreb – Karlovac – Ogulin − Otočac – Gospić – Zadar – Šibenik – Dugopolje – Ploče – Metković – Opuzen – Dubrovnik       | 553,7            | 458         | 48,9                  |
|             | − Macelj (slovenska gränsen) – Krapina – Zaprešić – Zagreb                                                               | 59,2             | 59,2        | 0                     |
|             | − Bregana (slovenska gränsen) – Zagreb – Kutina – Nova Gradiška – Slavonski Brod – Županja – Bajakovo (serbiska gränsen) | 306,4            | 306,4       | 0                     |
|             | − Goričan (ungerska gränsen) – Čakovec – Varaždin – Zagreb                                                               | 96,8             | 96,8        | 0                     |
|             | − Branjin Vrh (ungerska gränsen) – Beli Manastir – Osijek – Đakovo – Svilaj (bosniska gränsen) −                         | 88,6             | 53,5        | 30,2                  |
|             | Bosiljevo - Rijeka | 80,7             | 80,7        | 0                     |
|             | − Rupa (slovenska gränsen) – Rijeka – Crikvenica – Senj – Žuta Lokva                                                     | 103,5            | 34          | 14                    |
|             | Kanfanar (Rovinj) - Matulji (Rijeka)                                                                                     | 64               | 64          | 0                     |
|             | − Kaštel (slovenska gränsen) – Umag – Poreč – Pula                                                                       | 76,8             | 76,8        | 0                     |
|             | – Ploče | 21,3             | 8,8         | 6,5                   |
|             | Zagreb – Velika Gorica – Sisak                                                                                           | 21,3             | 8,8         | 6,5                   |
|             | Križevci − Koprivnica −                                                                                                  | 86               | 23          | 20                    |
|             | Kapela − Bjelovar − Virovitica -                                                                                         | 86               | 0           | 27,5                  |
|             | Rakitje (A3) − Horvati (A1) − Buševec (A11) − Ivanić-Grad (A3) − Sveta Helena (A4)                                       | 106              | 0           | 0                     |
| Total längd | Total längd | 1776,5           | 1270,2      | 185,6                 |